# Belém (Cap Verd)
Belém és una vila a l'est de l'illa de São Nicolau a l'arxipèlag de Cap Verd. Està situada 9 kilòmetres a l'est de Ribeira Brava.